# Avatar (bande dessinée)
Pour les articles homonymes, voir Avatar.

Avatar est une série de bande dessinée d'anticipation policière d'origine espagnole. Il s'agit d'une trilogie, dont les trois tomes sont parus en français et comprennent chacun une histoire complète.
- Scénario : Juan Miguel Aguilera
- Dessin : Rafa Fonteriz

## Synopsis
Les héros de la série sont Valeria Gomez, une psychanalyste, et Manuel Gomez, lieutenant chargé des délits informatiques, sourd-muet relié au monde grâce à une paire de lunettes spéciale, avec synthétiseur vocal, qui se trouvent mêlés à des enquêtes concernant des menaces liées aux nouvelles technologies de l'informatique.

## Albums
- Tome 1 : Un regard dans l'abîme (2003)
- Tome 2 : Griffes dans le vent (2004)
- Tome 3 : Les fissures de ma caverne (2006)

## Publication

### Éditeurs
- Erko : Tomes 1 à 2 (première édition des tomes 1 et 2).

## Distinction
- 2004 : Prix Ignotus de la meilleure bande dessinée